# The Adventures of Kathlyn
The Adventures of Kathlyn is een serie verloren stomme films uit 1913, geregisseerd door Francis J. Grandon met Kathlyn Williams in de hoofdrol. 
Deze serie van dertien korte afleveringen werd vanaf 29 december 1913 elke twee weken in de bioscoop vertoond en het was de tweede filmserie ooit die door een Amerikaanse filmstudio werd gemaakt. 
De serie lag aan de basis van de volledige gelijknamige bioscoopfilm uit 1916 met nagenoeg dezelfde crew en cast.

## Titels van afleveringen
1. The Adventures of Kathlyn
2. The Two Orphans
3. The Temple of the Lion
4. A Royal Slave
5. A Colonel in Chains
6. Three Bags of Silver
7. The Garden of Brides
8. The Cruel Crown
9. The Spellbound Multitude
10. A Warrior Maid
11. The Forged Parchment
12. The King's Will
13. The Court of Death

## Huidige status
Het La Ceneteca del Friuli filmarchief heeft de eerste aflevering in haar collectie. Daarnaast is het EYE Film Instituut Nederland in het bezit van enkele fragmenten van deze verder als verloren beschouwde film. 